# Stazione di Napoli Montesanto
Napoli Montesanto è una stazione della linea 2 del servizio ferroviario metropolitano di Napoli.

## Storia
La fermata entrò in servizio il 20 settembre 1925, con l'attivazione del servizio metropolitano di Napoli..

## Strutture e impianti
L'accesso alla stazione è in un padiglione al centro dell'area verde di piazzetta Olivella, nel rione Montesanto a Napoli. L'accesso è collegato alle discenderie alle banchine da due rampe di scale mobili. A poche decine di metri di distanza, in piazza Montesanto, vi sono anche le stazioni della Ferrovia Cumana e Circumflegrea (gestite da EAV) e della Funicolare di Montesanto. 
La stazione, completamente sotterranea, presenta due binari passanti in canna singola e due banchine laterali.

## Movimento
Nella stazione effettuano fermata i treni della linea 2 e i treni metropolitani sulle relazioni Napoli Campi Flegrei-Salerno, Napoli Campi Flegrei-Caserta e Napoli Campi Flegrei-Castellammare di Stabia.

## Servizi
La fermata dispone di:
- Biglietteria
- Scale mobili
- Sovrappassaggio
- Servizi igienici